# Pirmil
Pirmil ist eine französische Gemeinde mit 505 Einwohnern (Stand: 1. Januar 2022) im Département Sarthe in der Region Pays de la Loire. Die Gemeinde gehört zum Arrondissement La Flèche und zum Kanton Loué. Die Einwohner werden Pirmiliens und Pirmiliennes genannt.

## Geografie
Pirmil liegt etwa 21 Kilometer westsüdwestlich von Le Mans in der historischen Provinz Maine. Umgeben wird Pirmil von den Nachbargemeinden Vallon-sur-Gée im Norden, Maigné im Nordosten, Fercé-sur-Sarthe im Osten, Noyen-sur-Sarthe im Süden, Tassé im Südwesten sowie Chantenay-Villedieu im Westen und Nordwesten.
Durch die Gemeinde führt die Autoroute A11.

## Bevölkerungsentwicklung
| 1962                       | 1968 | 1975 | 1982 | 1990 | 1999 | 2006 | 2013 | 2020 |
| -------------------------- | ---- | ---- | ---- | ---- | ---- | ---- | ---- | ---- |
| 658                        | 551  | 474  | 401  | 367  | 382  | 440  | 504  | 502  |
| Quellen: Cassini und INSEE |      |      |      |      |      |      |      |      |

## Sehenswürdigkeiten
- Kirche Saint-Jouin aus dem 12. Jahrhundert mit Umbauten aus dem 16. Jahrhundert, seit 1912 als Monument historique klassifiziert
- Schloss La Balluère aus dem 15. Jahrhundert, Treppenturm seit 1984 als Monument historique klassifiziert, Fassaden und Dächer seit 1984 eingeschrieben
- Burgruine Cheneru aus dem 13., 15. und 16. Jahrhundert
- Standort einer ehemaligen Erdhügelburg
- Herrenhaus La Béziguère aus dem 17. und 18. Jahrhundert

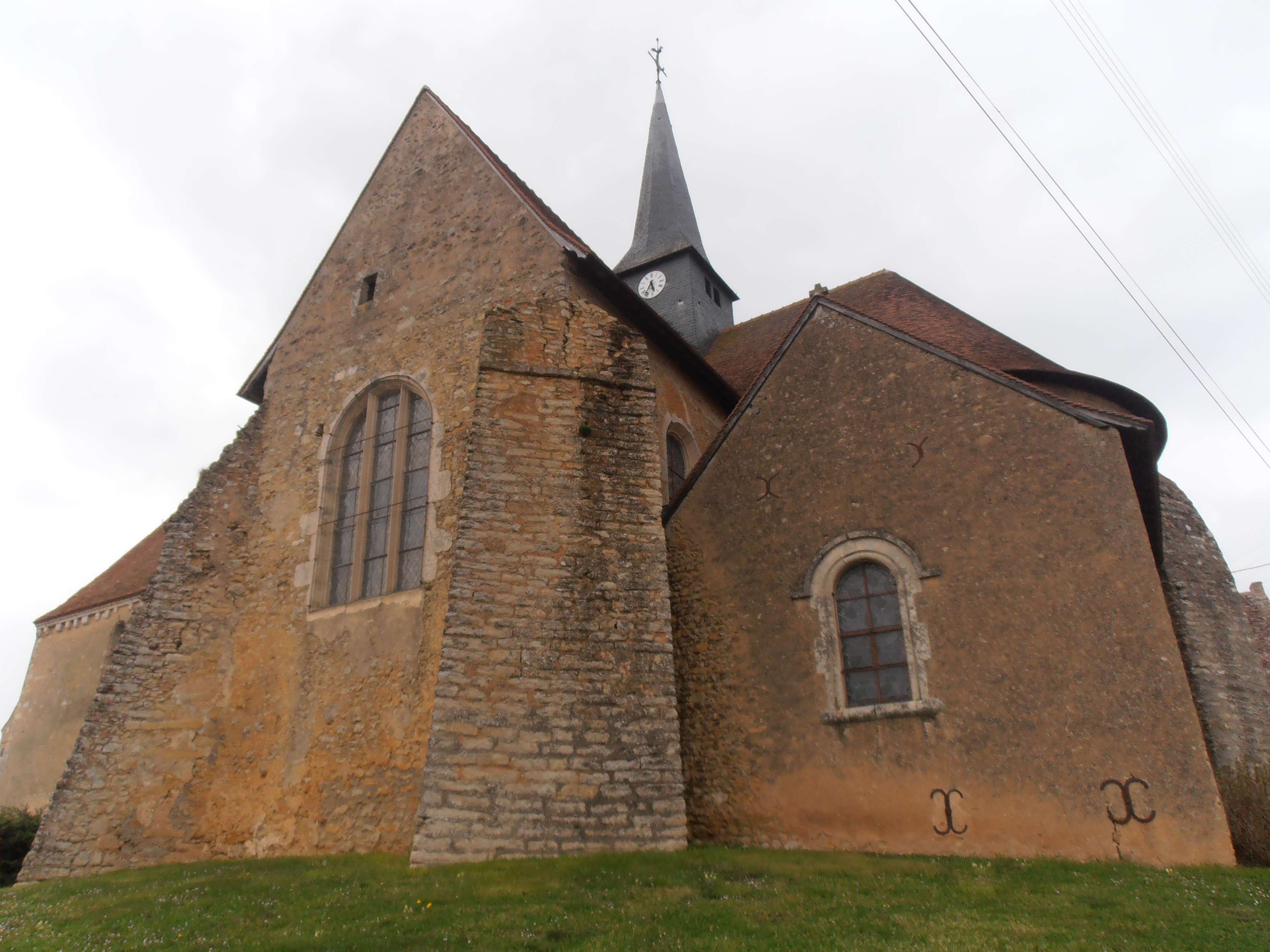
Kirche Saint-Jouin
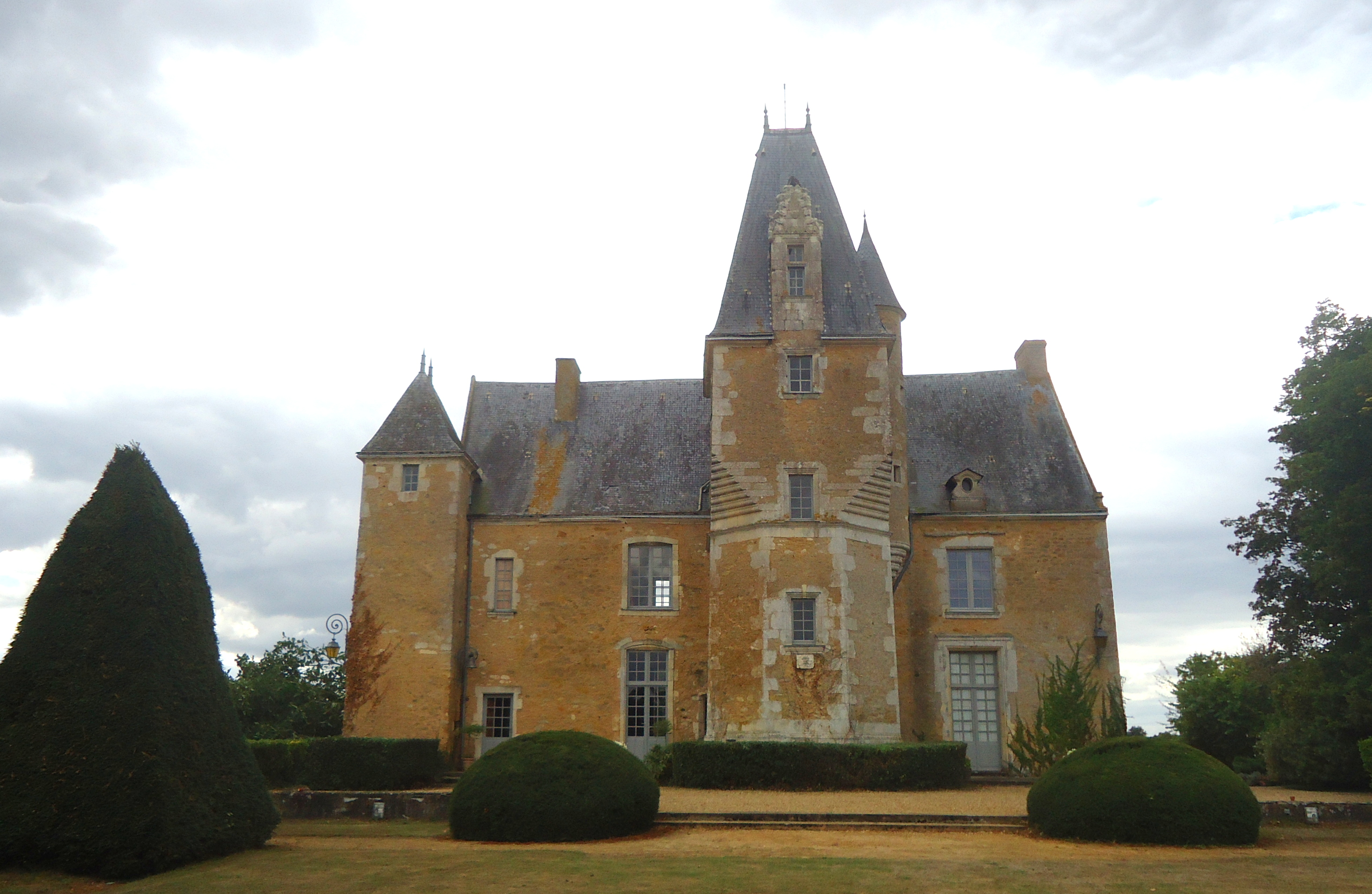
Schloss La Balluère
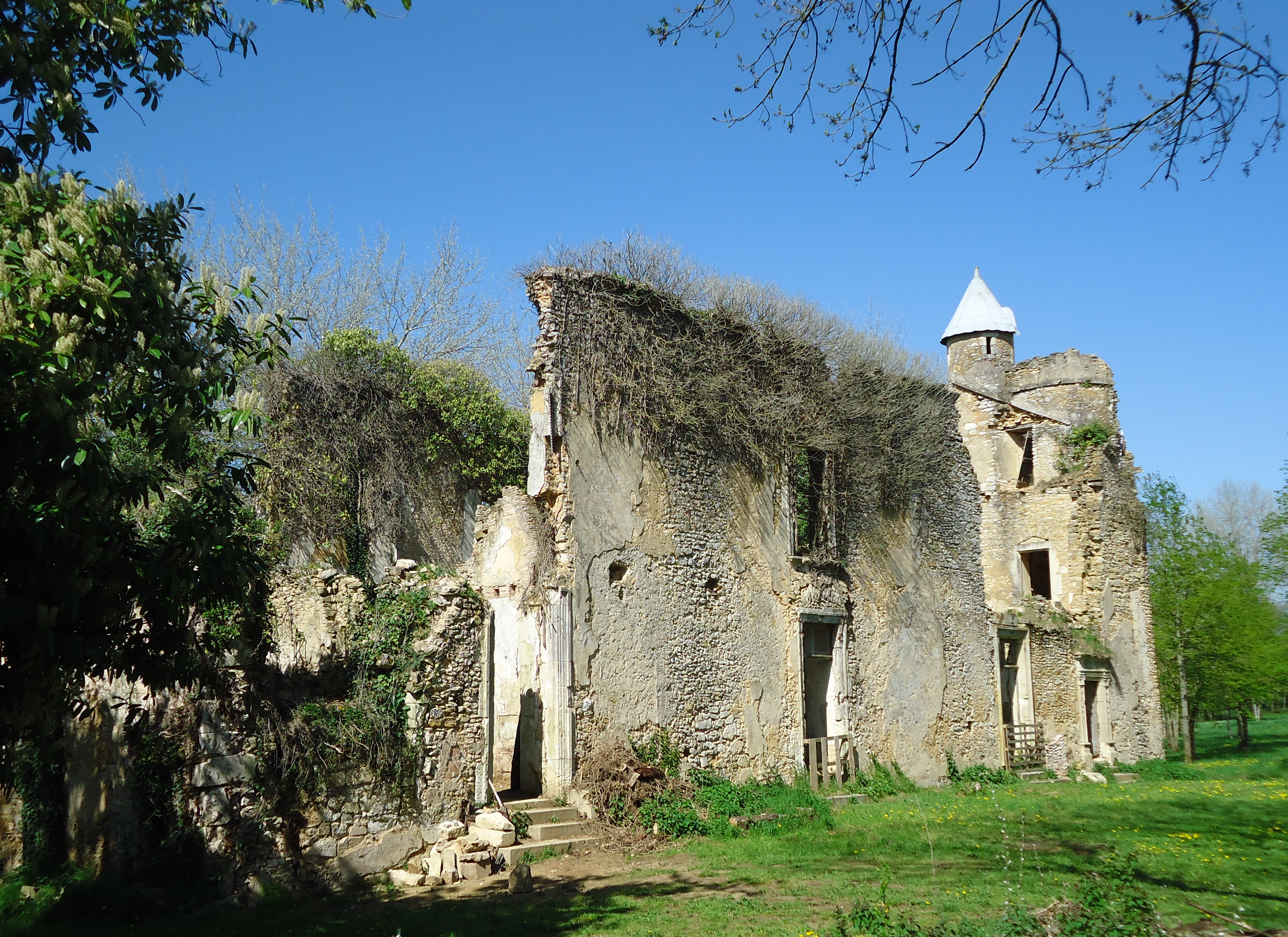
Burgruine Cheneru
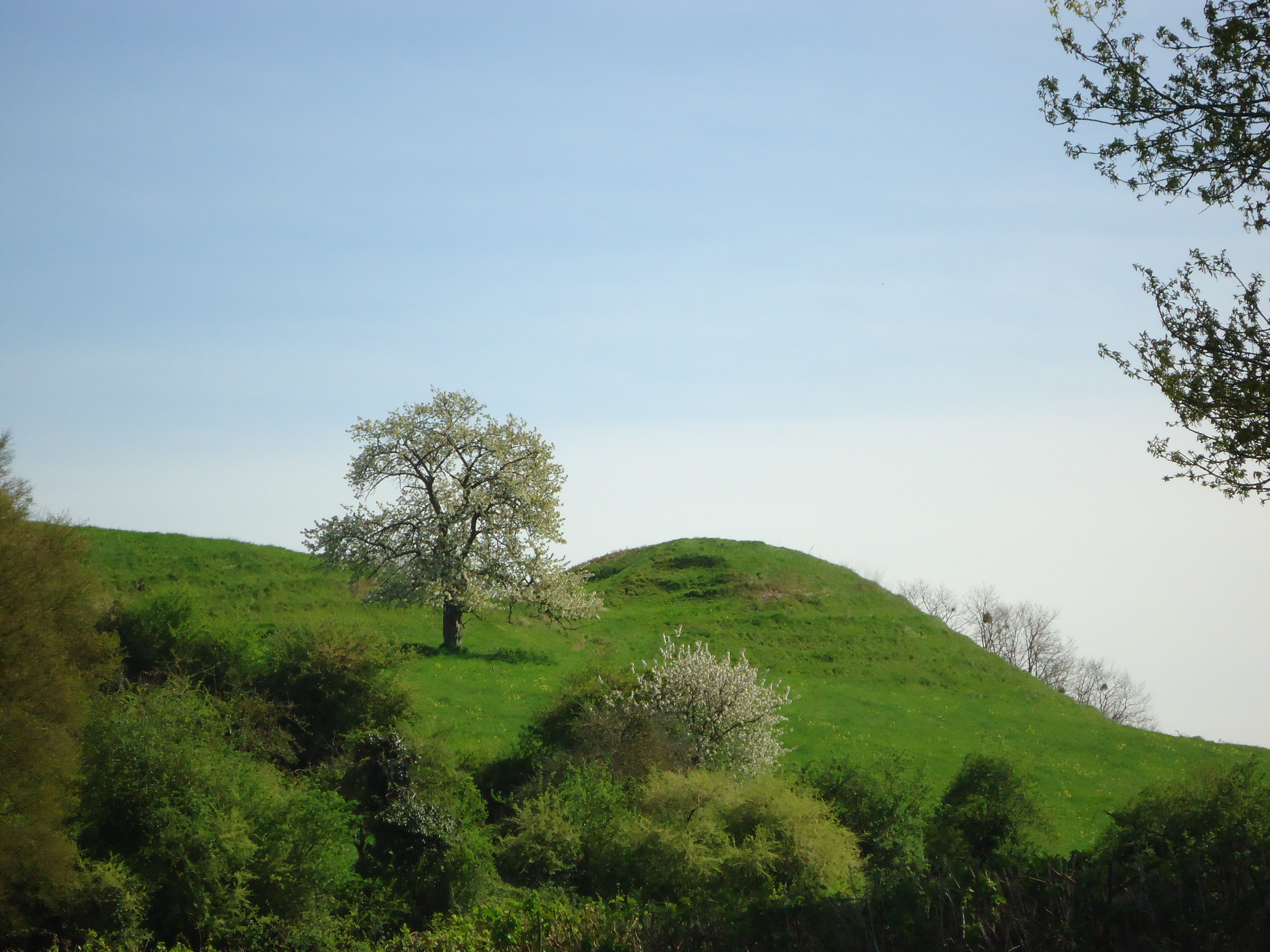
Motte
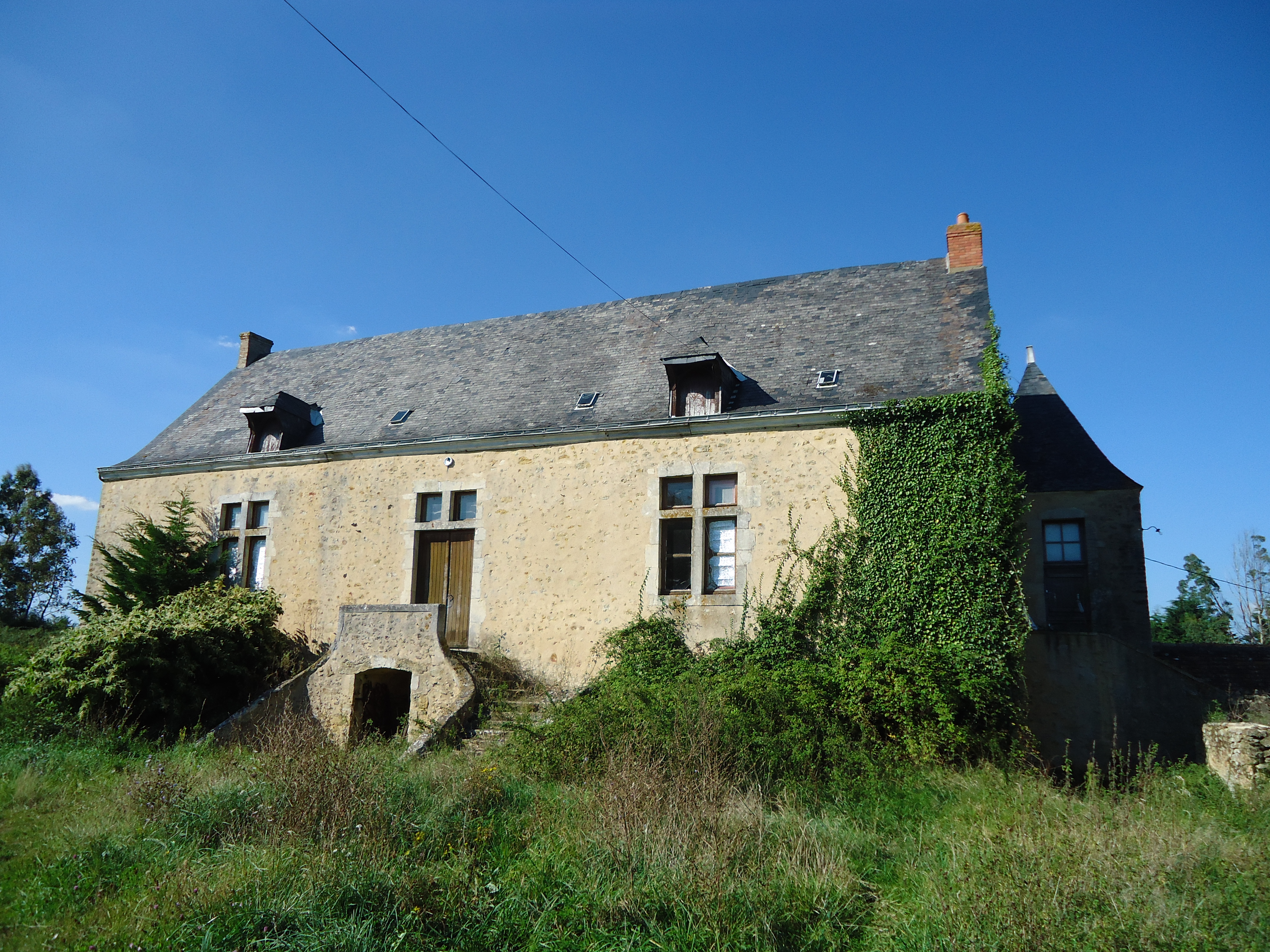
Herrenhaus La Béziguère

## Persönlichkeiten
- Yves Niaré (1977–2012), französischer Leichtathlet (Kugelstoßen), in Pirmil bei einem Verkehrsunfall verstorben